# Колония Ульпия Траяна
Колония Ульпия Траяна (лат. Colonia Ulpia Traiana) — древнеримский город на территории современного немецкого города Ксантен (федеральная земля Северный Рейн — Вестфалия).

 Колония Ульпия Траяна была основана императором Марком Ульпием Траяном и названа его именем. Колония Ульпия Траяна входила в число 150 городов Римской империи, которые имели высшие городские права. После Кёльна (в античные времена «Colonia Claudia Ara Agrippinensium») и Трира («Augusta Treverorum») был третьим по величине римским городом севернее Альп и являлся главным портом Нижней Германии.

## История

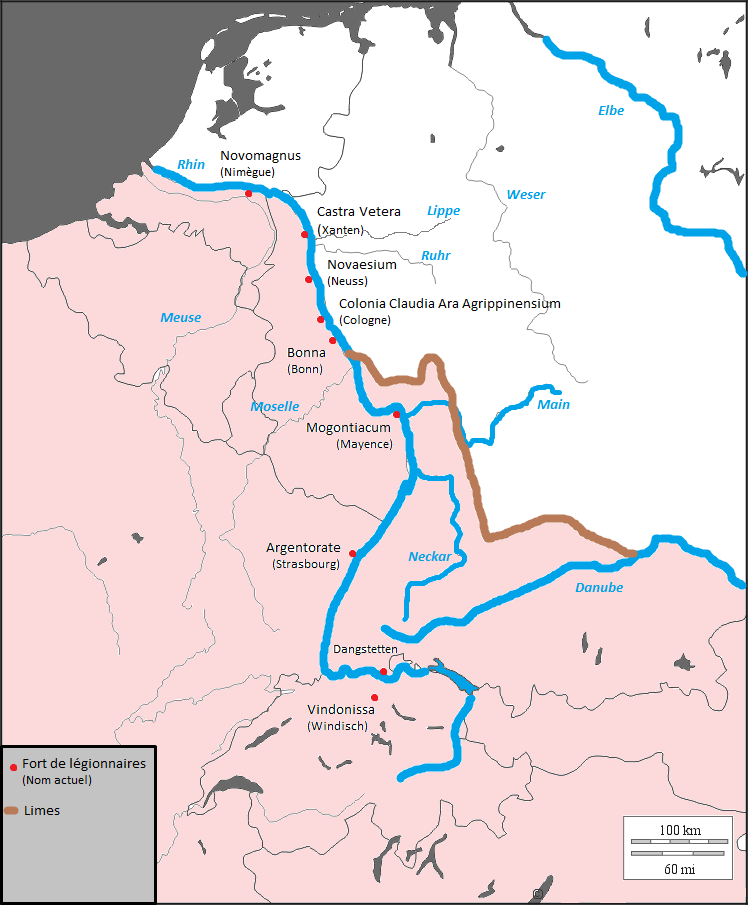
Ветера

На основании археологических исследований первые поселения на месте современного Ксантена датируют IV веком до н. э. В 14-13 годах до н. э. возникает на 75-метровом холме Фюрстенберг каструм легиона Ветера, который служил базисом для нападения на племена германцев, населявших правый берег Рейна. Это привело к тому, что в 8 году до н. э. германское племя известное как Cugerner было переселено легионерами Тита Флавия Веспасиана на левую сторону Рейна. Со временем на месте этого поселения образовалась Колония Ульпия Траяна. Название этого поселения не сохранилось. Оно как и Ветера, погибло в 70 году во время восстания батавов.

В 71 году возводится каструм легионеров Ветера II, в 1500 м от которого строится поселение. К 100 году оно развилось в город, который получил название Колония Ульпия Траяна. Новый город имел водопровод, систему каналов и дорожную сеть. Площадь города составляла 73 га. Население, которое в основном состояло из романизированных галлов и германцев, насчитывало около 10000 человек. Ветераны из числа легионеров получали земельные наделы и образовывали слой состоятельных граждан.

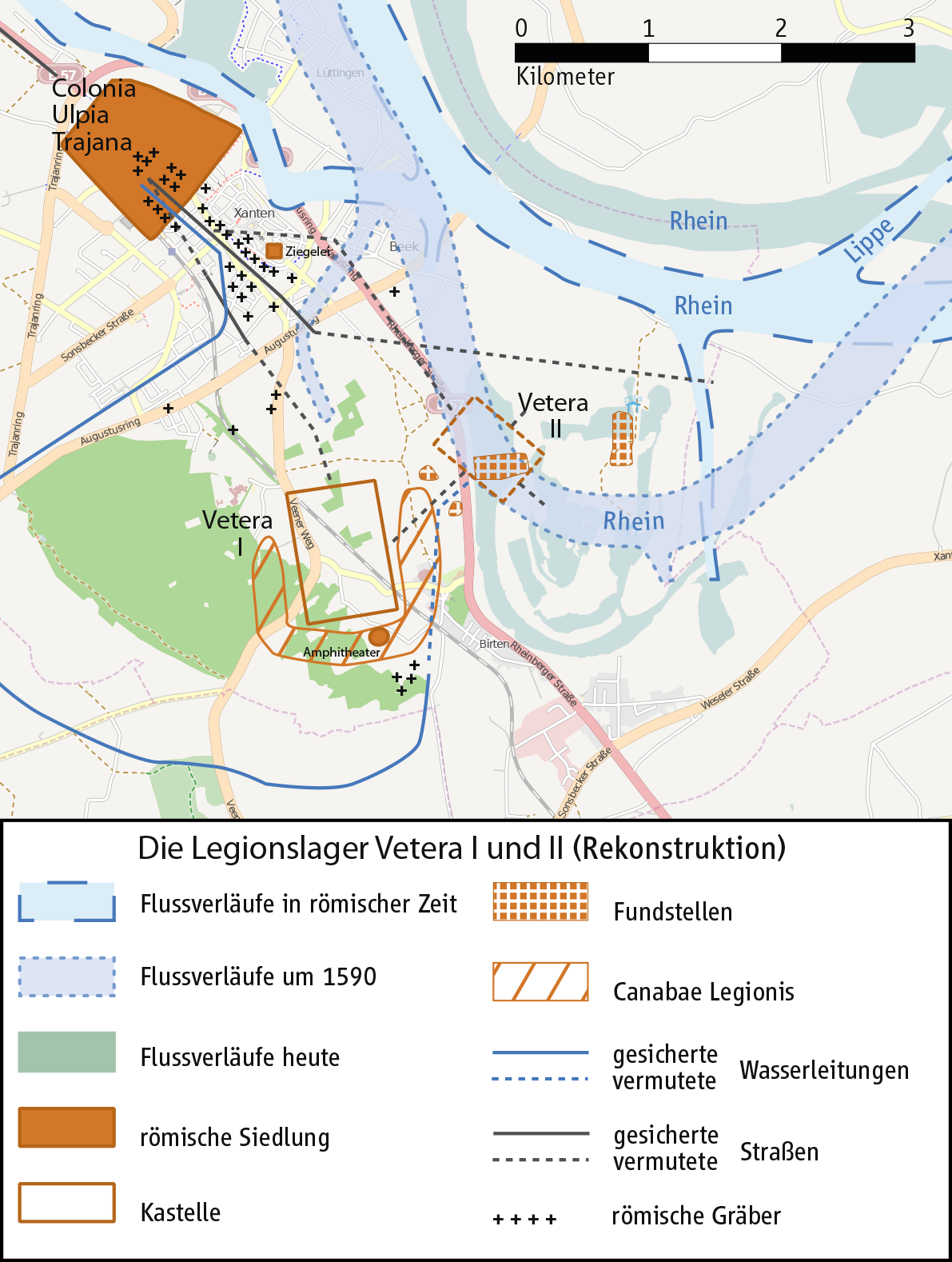
Расположение каструмов Ветера I и Ветера II (реконструкция)

Начиная с 260 года, регулярно происходят набеги франков на земли нижнего Рейна. Во время одного из таких набегов в 275 году Колония Ульпия Траяна была разрушена. Только в 310 году город восстанавливается и получает название «Трицензима» (лат. "Tricensimae"). Однако, это теперь был уже не чисто гражданский город, а выполняла также и роль каструма. Этот город был разрушен франками в 352 году.

Руины города использовались впоследствии в качестве каменоломни при строительстве Ксантена и, в частности, Собора Святого Виктора. В 1977 году на месте Колонии Ульпия Траяна был создан Археологический парк Ксантена.

## Инфраструктура
Город был разделён на 40 пронумерованных кварталов. В центре города в квартале № 25 находился форум. К северо-востоку от форума ближе к Рейну располагался храм. К северо-западу от Форума в квартале № 10 находились термы. В восточной оконечности города (квартал № 40) находился амфитеатр.

Улицы города были застроены инсулами. Земельные участки, как правило, имели размеры 12×44 м. Частные дома были богато декорированы настенной живописью, но следов мозаик до сих пор обнаружено не было. В отличие, например, от Кёльна дома в Колонии Ульпия Траяна не имели атриума и перистиля.

В 1959 году Герман Хинц обнаружил остатки акведука. Часть этого акведука была законсервирована и вошла в состав Археологического парка